# Cyrtogramme
Cyrtogramme is een geslacht van vlinders uit de familie grasmotten (Crambidae) en de onderfamilie Nymphulinae.

## Soorten
- C. faulalis Walker, 1859
- C. fengwhanalis Pryer, 1877
- C. gyralis (Hulst, 1886)
- C. icciusalis Walker, 1859
- C. interruptalis Pryer
- C. melagynalis Agassiz, 1978
- C. miurai Yoshiyasu, 1985
- C. monetalis Snellen, 1880
- C. nebulosalis Fernald
- C. nigralbalis Caradja, 1925
- C. nymphaeata Linnaeus, 1758
- C. orientalis Filipjev, 1934
- C. palliolatalis Swinhoe, 1890
- C. rosetta Meyrick, 1938
- C. sinicalis Hampson, 1897
- C. turbata Butler, 1881